# خالد فوهامي
خالد فهامي، من مواليد 25 ديسمبر 1972 في الدار البيضاء في المغرب، لاعب كرة قدم مغربي.
بدأ مسيرته الكروية مع نادي الوداد البيضاوي في عام 1991، ولعب معهم حتى عام 1994، وفي عام 1994 انتقل إلى نادي طنجة، ولعب معهم حتى عام 1996، وفي عام 1996 انتقل إلى نادي المغرب الفاسي، ولعب معهم حتى عام 1998، وفي عام 1998 انتقل إلى نادي دينامو بوخاريست الروماني، ولعب معهم حتى عام 2000، وفي موسم 2000/2001 انتقل إلى نادي بيفيرن البلجيكي، وفي عام 2001 انتقل إلى نادي ستاندارد لياج البلجيكي، في موسم 2003/2004 انتقل إلى نادي أكاديميكا البرتغالي، وفي عام 2004 لعب مع نادي ألانيا فلاديكافكاف الروسي، وفي موسم 2004/2005 انتقل إلى نادي فيسيتوس البلجيكي، وفي موسم 2005/2006 انتقل إلى نادي بورتيمينسي البرتغالي.
و هو يلعب مع منتخب المغرب لكرة القدم.

## روابط خارجية
- خالد فوهامي على موقع قاعدة بيانات كرة القدم.إي يو (الإنجليزية)
- خالد فوهامي على موقع ناشيونال فوتبول تيمز (الإنجليزية)
- خالد فوهامي على موقع عالم كرة القدم.نت (الإنجليزية)
- خالد فوهامي على موقع كووورة